# Chà Mi
Nguyễn Thị Chà Mi (sinh ngày 17 tháng 6 năm 1994 tại Phú Thọ) còn được biết đến với nghệ danh Chà Mi , là người mẫu người Việt Nam. Cô từng lọt Top 4 Vietnam's Next Top Model 2013 và đoạt danh hiệu Á Quân 2, sau đó cô quay trở lại và tiếp tục đạt danh hiệu Á quân Vietnam's Next Top Model Allstars 2017. Hiện nay, Chà Mi đang kí hợp đồng với ICE Model tại Italia.

## Đầu đời
Từ nhỏ, Chà Mi sống thiếu thốn tình cảm do thường xuyên phải xa mẹ. Lúc Mi được 3 tháng tuổi, mẹ cô đã phải lên Hà Nội làm việc, các chị gái thì lo việc đồng áng. Bố không mấy quan tâm Chà Mi nhiều vì ông là cháu đích tôn nên luôn mong mỏi có được cậu con trai để nối dõi. Ngay từ lúc Mi sinh ra, bố cô đã rất buồn vì Mi không phải là cậu con trai như ông mong đợi.
Không có được sự chăm sóc của mẹ, bố từ nhỏ, nên Chà Mi sống khá tự lập và khép kín. Sức khỏe của Mi yếu nhất trong các chị em nên cô thường phụ giúp những công việc nhẹ và ở nhà lo cơm nước. Tuổi thơ của Chà Mi là những năm tháng nhọc nhằn. Bố mẹ làm nông ở một huyện xa xôi vùng núi trung du tỉnh Phú Thọ. Suốt những năm học cấp 2 và cấp 3 ở trường làng, Mi phải dậy từ 4 giờ sáng đi bán rau phụ bố, bất kể nắng-mưa, Đông-Hè, rồi mới tất tả đạp xe đến trường.
Tuổi thơ của Chà Mi còn có những giọt nước mắt lén lút rơi trong đêm, vì bố không cho thi đại học mà bắt đi làm; vì giữa trưa hè bỏng rát vừa đạp xe hàng chục cây số vừa lã chã mồ hôi ra trung tâm huyện nộp hồ sơ sơ tuyển vào Đại học An ninh nhưng bị hụt đành quay về; vì phải "xén" 100.000 đồng tiền bán rau làm lộ phí, trốn gia đình xuống Thủ đô thi và đỗ Đại học Sư phạm I với 24 điểm...
Từ khi đi học, Chà Mi đã bắt đầu viết nhật ký, cô viết về cuộc sống trong gia đình, các thành viên mà mình yêu thương. Đồng thời cũng bộc lộ tình cảm nhớ thương mẹ và luôn mong chờ mẹ. Có lần chị gái thứ tư đã khóc khi đọc được những dòng tâm sự của Mi: "Mỗi buổi chiều khi đi chăn trâu hay mỗi lần nghe tiếng tàu cập bến, Mi thường ra nhìn ra cổng làng và tự hỏi hôm nay mẹ có về thăm con không?".
Chà Mi học hành rất chăm chỉ. Năm thi tốt nghiệp cấp 3, do hoàn cảnh gia đình khó khăn nên bố mẹ không hướng Mi theo học đại học. Bố muốn con gái sớm lấy chồng, vì bằng tuổi cô, ông đã lập gia đình. Tuy nhiên, Chà Mi đã rất đấu tranh cho tương lai của mình, cô gái muốn thi đại học và tự lo cho bản thân mà không phụ thuộc gia đình. Mi nói: "Khi xác định hoàn cảnh gia đình của mình như vậy, con đã quyết định xin vào trường đại học Sư phạm là đã không đóng tiền học phí rồi, còn tiền ăn ở, khó khăn như thế nào, con sẽ tự chịu".
Cuối cùng, bố mẹ quyết định để Mi làm theo ý mình. Cô nhập học và tá túc ở nhà cậu mợ. Ngoài giờ học, Mi tìm việc làm thêm để lo phần tiền sinh hoạt, ăn uống hàng ngày. Mi gặp khá nhiều áp lực với việc ở nhờ. Tuy nhiên, hoàn cảnh không cho phép, cô gái vẫn tiếp tục theo đuổi việc học cho đến năm thứ 3. Sau khi lọt vào top 4 Vietnam's Next Top Model 2013 Chà Mi chuyển vào Sài Gòn sinh sống. Hồi mới vào nghề em rất bỡ ngỡ, vì môi trường làm việc cạnh tranh, áp lực và nhịp sống nhanh khác hẳn với cuộc sống thường ngày, nghiêm túc và giờ giấc quy củ. Cũng bị nhiều người bắt nạt mà em không dám phản kháng, chỉ về nhà tâm sự với bạn và tự an ủi rằng họ bắt nạt mình để mình cứng cáp hơn.

## Tiểu sử
Chà Mi là người mẫu lọt top 4 Vietnam's Next Top Model 2013 và ngay sau đó đầu quân cho BeU Models. Chà Mi dần lột xác từ hình tượng "gái quê" thành người mẫu thứ hai của Việt Nam (sau Kha Mỹ Vân) được công ty ICE Models ký hợp đồng làm việc tại Milan, "gái quê" ngày nào giờ đã gần chạm đến một "giấc mơ có thật," đẹp đẽ và lung linh sắc màu. Đen nhẻm, gầy nhẳng, kém xinh, nhà nghèo, cô gái sinh năm 1994 ngày ấy chưa bao giờ dám mơ trở thành người mẫu, nói gì đến chuyện sẽ được sải bước trên sàn catwalk Milan, Italy – một trong những kinh đô thời trang lớn nhất thế giới.

## Sự nghiệp
Chà Mi tham gia Vietnam's Next Top Model 2013 và đã lọt vào top 4 chung cuộc.
Năm 2017, cô quay trở lại và đạt danh hiệu Á Quân  Vietnam's Next Top Model 2017 All Stars.
Sau chương trình cô hoạt động ở London song song Việt Nam và đã kí hợp đòng với ICE Model một trong những công ti quản lí người mẫu nổi tiếng tại Châu Âu.

## Đời tư
Chà Mi công khai sẽ kết hôn trên mạng xã hội với bạn trai vào cuối năm 2020 tại Anh.

## Thành tích
- Top 4 Vietnam's Next Top Model 2013
- Á Quân Vietnam's Next Top Model 2017 All Stars.

## Show diễn tiêu biểu
| Năm  | Vị trí     | Bộ sưu tập             | Khuôn khổ                               | Nhà thiết kế/Brand | Chú thích |
| 2013 | Model      | Elise Kim Collection   | Elle Fashion Show Fall/Winter 2012-2013 | Elise Kim          | [ 7 ]     |
| 2013 | Model      | Âm Dương               | Chung kết Vietnam's Next Top Model      | Hoàng Minh Hà      |           |
| 2013 | Model      | Gone With The Wind     | Thời trang và Đam mê                    | Phạm Đặng Anh Thư  | [ 9 ]     |
| 2014 | Model      | Thạch Động             | Thời trang và Đam mê                    | Nguyễn Hà Nhật Huy | [ 10 ]    |
| 2013 | Model      | BST Văn Kỷ             | Thời trang và Đam mê                    | Nguyễn Văn Kỷ      | [ 11 ]    |
| 2014 | Vedette    | BST Tăng Thành Công    | Thời trang và Đam mê                    | Tăng Thành Công    | [ 12 ]    |
| 2014 | First Face | Phong cách thượng đỉnh | Thời trang và Đam mê                    | Umbrella Fashion   | [ 13 ]    |

## Giải thưởng
| Năm  | Giải thưởng                    | Hạng mục                             | Kết quả | Chú thích |
| ---- | ------------------------------ | ------------------------------------ | ------- | --------- |
| 2013 | VMBB Model Awards              | Người mẫu xuất sắc nhất              | Top 10  | [ 14 ]    |
| 2016 | Her World Young Woman Achiever | Fashion Influencer - Judges's Choice | Đề cử   | [ 15 ]    |
| 2016 | Her World Young Woman Achiever | Fashion Influencer - Reader's Choice | Đề cử   | [ 15 ]    |